# Aulo Gabinio Secondo (console 43)
Aulo Gabinio Secondo (in latino: Aulus Gabinius Secundus; 10 circa – dopo il 43) è stato un magistrato e senatore romano, console dell'Impero romano.

## Biografia
Secondo apparteneva alla gens Gabinia, di origine forse campana e già nota in età repubblicana, avendo prodotto un console nella figura del pompeiano Aulo Gabinio, che ricoprì la massima carica romana nel 58 a.C. Il legame con i Gabinii repubblicani e quelli di età imperiale non è però chiaro, e incerta è persino la possibilità di una continuità gentilizia. Padre di Secondo fu, con ogni probabilità, l'omonimo Aulo Gabinio Secondo, console suffetto nel 35 e legatus Augusti pro praetore in Germania inferiore, le cui vittorie contro i Cauci e il recupero dell'ultimo vessillo rubato da Arminio a Publio Quintilio Varo durante la battaglia di Teutoburgo del 9 portarono, insieme ai coevi successi di Galba in Germania superiore, al conferimento della seconda e terza salutatio imperatoria per Claudio e alla concessione dell'agnomen Chaucius al suo legato Secondo.
Della carriera di Secondo figlio, invece, non molto è noto, anche se il suo rapido avanzamento dovette essere senza dubbio promosso dai successi del padre: l'unico incarico noto è il suo consolato, ricoperto come suffetto tra agosto e settembre del 43 insieme ad un console finora ignoto (forse Pompeo Pedone o Publio Anteio Rufo o Gaio Calpurnio Pisone o Publio Ostorio Scapula) e in sostituzione di Sesto Palpellio Istro e Lucio Pedanio Secondo.
Dopo il suo consolato, Secondo scompare dalla storia. Non è infine chiara la parentela dei due Gabinii Secundi con il proconsole di rango pretorio e prefetto dell'erario di Saturno Quinto Asconio Gabinio Modesto: considerato l'ampia datazione dell'iscrizione che ne attesta esistenza e incarichi tra 56 e 95, è possibile che egli fosse o un Gabinio - figlio o nipote dei Gabinii Secundi - adottato da un Quinto Asconio (forse il grammaticus Quinto Asconio Pediano) oppure un Quinto Asconio avente come madre una Gabinia - figlia o nipote dei Gabinii Secundi.